# Discografia di Tate McRae
La discografia di Tate McRae, cantante canadese, comprende tre album in studio, una raccolta, due EP, oltre trenta singoli, di cui tre realizzati in collaborazione con altri artisti, e oltre venti video musicali.

## Album

### Album in studio
| Anno | Titolo e dettagli | Classifiche | Classifiche | Classifiche | Classifiche | Classifiche | Classifiche | Classifiche | Classifiche | Classifiche | Classifiche | Unità         | Certificazioni                                                                          |
| Anno | Titolo e dettagli | CAN         | AUS         | BEL (FL)    | IRE         | NLD         | NZL         | SWE         | SWI         | UK          | USA         | Unità         | Certificazioni                                                                          |
| ---- | --- | ----------- | ----------- | ----------- | ----------- | ----------- | ----------- | ----------- | ----------- | ----------- | ----------- | ------------- | --------------------------------------------------------------------------------------- |
| 2022 | I Used to Think I Could Fly - Pubblicato: 27 maggio 2022 - Etichetta: RCA - Formati: CD, MC, LP, download digitale, streaming | 3           | 10          | 15          | 9           | 16          | 5           | 28          | 39          | 7           | 13          | - UK: 68 413  | - CAN: Platino - NZL: Oro - SWE: Oro - UK: Argento                                      |
| 2023 | Think Later - Pubblicato: 8 dicembre 2023 - Etichetta: RCA - Formati: CD, LP, download digitale, streaming                    | 3           | 2           | 5           | 6           | 6           | 4           | 4           | 8           | 5           | 4           | - UK: 100 247 | - CAN: Platino - BEL: Oro - NLD: Oro - NZL: Platino - SWE: Oro - UK: Oro - USA: Platino |
| 2025 | So Close to What - Pubblicato: 21 febbraio 2025 - Etichetta: RCA - Formati: CD, MC, LP, download digitale, streaming          | 1           | 1           | 1           | 1           | 1           | 1           | 2           | 1           | 2           | 1           |               | - NLD: Oro - NZL: Oro - UK: Oro - USA: Oro                                              |

### Raccolte
| Anno | Titolo e dettagli                                                           |
| ---- | --------------------------------------------------------------------------- |
| 2021 | The One Day LP - Pubblicato: 27 gennaio 2021 - Etichetta: RCA - Formati: LP |

## Extended play
| Anno                                                         | Titolo e dettagli                                                                                                  | Classifiche | Classifiche | Classifiche | Certificazioni        |
| Anno                                                         | Titolo e dettagli                                                                                                  | CAN         | NZL         | USA         | Certificazioni        |
| ------------------------------------------------------------ | --- | ----------- | ----------- | ----------- | --------------------- |
| 2020                                                         | All the Things I Never Said - Pubblicato: 24 gennaio 2020 - Etichetta: RCA - Formati: Download digitale, streaming | —           | —           | —           |                       |
| 2021                                                         | Too Young to Be Sad - Pubblicato: 26 marzo 2021 - Etichetta: RCA - Formati: Download digitale, streaming           | 23          | 40          | 94          | - CAN: Oro - NZL: Oro |
| "—" indica una pubblicazione non classificata in quel paese. | |             |             |             |                       |

## Singoli

### Come artista principale
| Anno                                                         | Titolo                         | Classifiche | Classifiche | Classifiche | Classifiche | Classifiche | Classifiche | Classifiche | Classifiche | Classifiche | Classifiche | Certificazioni | Album di provenienza        |
| Anno                                                         | Titolo                         | CAN         | AUS         | BEL (FL)    | IRE         | NLD         | NZL         | SWE         | SWI         | UK          | USA         | Certificazioni | Album di provenienza        |
| ------------------------------------------------------------ | ------------------------------ | ----------- | ----------- | ----------- | ----------- | ----------- | ----------- | ----------- | ----------- | ----------- | ----------- | --- | --------------------------- |
| 2017                                                         | Hung Up on You                 | —           | —           | —           | —           | —           | —           | —           | —           | —           | —           | | The One Day LP              |
| 2017                                                         | Hard to Find                   | —           | —           | —           | —           | —           | —           | —           | —           | —           | —           | | The One Day LP              |
| 2017                                                         | One Day                        | —           | —           | —           | —           | —           | —           | —           | —           | —           | —           | - CAN: Platino - NZL: Oro - UK: Oro - USA: Platino                                                                                             | The One Day LP              |
| 2018                                                         | Shoulder to Shoulder           | —           | —           | —           | —           | —           | —           | —           | —           | —           | —           | | The One Day LP              |
| 2018                                                         | Distant                        | —           | —           | —           | —           | —           | —           | —           | —           | —           | —           | | The One Day LP              |
| 2018                                                         | Can't Get It Out               | —           | —           | —           | —           | —           | —           | —           | —           | —           | —           | | The One Day LP              |
| 2018                                                         | Teenage Mind                   | —           | —           | —           | —           | —           | —           | —           | —           | —           | —           | - CAN: Oro - NZL: Oro - USA: Oro | The One Day LP              |
| 2018                                                         | Drown                          | —           | —           | —           | —           | —           | —           | —           | —           | —           | —           | | The One Day LP              |
| 2019                                                         | Slip                           | —           | —           | —           | —           | —           | —           | —           | —           | —           | —           | | The One Day LP              |
| 2019                                                         | Kids Are Alright               | —           | —           | —           | —           | —           | —           | —           | —           | —           | —           | | /                           |
| 2019                                                         | Tear Myself Apart              | —           | —           | —           | —           | —           | —           | —           | —           | —           | —           | | All the Things I Never Said |
| 2019                                                         | All My Friends Are Fake        | —           | —           | —           | —           | —           | —           | —           | —           | —           | —           | | All the Things I Never Said |
| 2019                                                         | Stupid                         | 60          | —           | —           | 98          | —           | —           | —           | —           | —           | —           | - CAN: Platino - NZL: Oro - UK: Argento - USA: Oro                                                                                             | All the Things I Never Said |
| 2020                                                         | You Broke Me First             | 8           | 7           | 4           | 3           | 10          | 12          | 7           | 13          | 3           | 17          | - CAN: Platino (8) - AUS: Platino (8) - BEL: Platino - NZL: Platino (4) - SWE: Platino (3) - SWI: Platino - UK: Platino (2) - USA: Platino (5) | Too Young to Be Sad         |
| 2020                                                         | Vicious (feat. Lil Mosey)      | —           | —           | —           | —           | —           | —           | —           | —           | —           | —           | | /                           |
| 2020                                                         | Don't Be Sad                   | —           | —           | —           | —           | —           | —           | —           | —           | —           | —           | | /                           |
| 2020                                                         | Lie to Mie (con Ali Gatie)     | 76          | —           | —           | —           | —           | —           | —           | —           | —           | —           | - CAN: Oro | The Idea of Her             |
| 2020                                                         | R U OK                         | —           | —           | —           | —           | —           | —           | —           | —           | —           | —           | - CAN: Oro | Too Young to Be Sad         |
| 2021                                                         | Rubberband                     | 91          | —           | —           | —           | —           | —           | —           | —           | —           | —           | - USA: Oro | Too Young to Be Sad         |
| 2021                                                         | Slower                         | 74          | —           | —           | —           | —           | —           | —           | —           | —           | —           | - CAN: Oro | Too Young to Be Sad         |
| 2021                                                         | You (con Regard e Troye Sivan) | 38          | —           | 50          | 50          | 30          | —           | 68          | —           | 46          | 58          | - CAN: Platino (2) - NZL: Oro - UK: Argento - USA: Platino                                                                                     | /                           |
| 2021                                                         | U Love U (con Blackbear)       | 91          | —           | —           | —           | —           | —           | —           | —           | —           | —           | | /                           |
| 2021                                                         | Working (con Khalid)           | 47          | —           | —           | 74          | —           | —           | —           | —           | —           | 88          | - CAN: Oro | /                           |
| 2021                                                         | That Way (con Jeremy Zucker)   | —           | —           | —           | 59          | —           | —           | —           | —           | 82          | —           | - CAN: Oro - AUS: Oro - NZL: Platino - UK: Oro - USA: Platino                                                                                  | /                           |
| 2021                                                         | Feel like Shit                 | 35          | —           | —           | 29          | 70          | —           | 90          | 72          | 52          | 108         | - CAN: Platino - NZL: Oro - UK: Argento - USA: Oro                                                                                             | I Used to Think I Could Fly |
| 2022                                                         | She's All I Wanna Be           | 10          | 19          | 21          | 6           | 53          | 36          | 24          | 63          | 14          | 44          | - CAN: Platino (3) - AUS: Platino - NZL: Platino (2) - SWE: Oro - UK: Platino - USA: Platino                                                   | I Used to Think I Could Fly |
| 2022                                                         | Chaotic                        | 21          | 39          | —           | 15          | 69          | —           | 47          | —           | 36          | 80          | - CAN: Platino - USA: Oro | I Used to Think I Could Fly |
| 2022                                                         | What Would You Do?             | 55          | —           | —           | 53          | —           | —           | —           | —           | 84          | —           | - CAN: Oro | I Used to Think I Could Fly |
| 2022                                                         | Uh Oh                          | 28          | —           | —           | 27          | —           | —           | —           | —           | 76          | 102         | - USA: Oro | /                           |
| 2023                                                         | Greedy                         | 1           | 2           | 3           | 2           | 1           | 2           | 6           | 2           | 3           | 3           | - CAN: Platino (6) - AUS: Platino (6) - BEL: Platino (2) - NZL: Platino (3) - SWE: Platino - SWI: Platino - UK: Platino (2) - USA: Platino (4) | Think Later                 |
| 2023                                                         | Exes                           | 9           | 15          | 35          | 11          | 27          | 14          | 27          | 27          | 12          | 34          | - CAN: Platino - AUS: Platino (2) - BEL: Oro - NZL: Platino - SWI: Oro - UK: Platino - USA: Platino (2)                                        | Think Later                 |
| 2024                                                         | It's OK I'm OK                 | 12          | 14          | —           | 13          | 42          | 12          | 39          | 41          | 14          | 20          | - CAN: Oro - AUS: Oro - BEL: Oro - NZL: Oro - UK: Oro - USA: Oro                                                                               | So Close to What            |
| 2024                                                         | 2 Hands                        | 22          | 14          | —           | 6           | 49          | 16          | 54          | 41          | 8           | 41          | - NZL: Oro - UK: Argento | So Close to What            |
| 2025                                                         | Sports Car                     | 9           | 8           | 40          | 4           | 22          | 9           | 50          | 26          | 3           | 16          | - NZL: Platino - UK: Platino | So Close to What            |
| 2025                                                         | Revolving Door                 | 13          | 13          | —           | 11          | 24          | 11          | 31          | 37          | 9           | 22          | - NZL: Oro - UK: Argento | So Close to What            |
| 2025                                                         | Just Keep Watching             | 16          | 5           | —           | 2           | 29          | 5           | 27          | 8           | 6           | 33          | - AUS: Oro - UK: Argento | F1 the Album                |
| "—" indica una pubblicazione non classificata in quel paese. |                                |             |             |             |             |             |             |             |             |             |             | |                             |

### Come artista ospite
| Anno                                                         | Titolo                                                            | Classifiche | Classifiche | Classifiche | Classifiche | Classifiche | Classifiche | Classifiche | Classifiche | Classifiche | Classifiche | Certificazioni                                                                                   | Album di provenienza |
| Anno                                                         | Titolo                                                            | CAN         | AUS         | BEL (FL)    | IRE         | NLD         | NZL         | SWE         | SWI         | UK          | USA         | Certificazioni                                                                                   | Album di provenienza |
| ------------------------------------------------------------ | ----------------------------------------------------------------- | ----------- | ----------- | ----------- | ----------- | ----------- | ----------- | ----------- | ----------- | ----------- | ----------- | ------------------------------------------------------------------------------------------------ | -------------------- |
| 2017                                                         | All Day All Night (Myles Erlick feat. Tate McRae)                 | —           | —           | —           | —           | —           | —           | —           | —           | —           | —           |                                                                                                  | ME                   |
| 2020                                                         | Boys Ain't Shit (Remix) (Saygrace feat. Audrey Mika & Tate McRae) | —           | —           | —           | —           | —           | —           | —           | —           | —           | —           |                                                                                                  | /                    |
| 2022                                                         | 10:35 (Tiësto feat. Tate McRe)                                    | 18          | 13          | 23          | 5           | 16          | 29          | 40          | 13          | 8           | 69          | - CAN: Platino (5) - AUS: Platino - NZL: Platino (2) - SWI: Platino - UK: Platino - USA: Platino | Drive                |
| 2025                                                         | What I Want (Morgan Wallen feat. Tate McRae)                      | 2           | 13          | —           | 21          | 98          | 17          | 80          | —           | 30          | 1           |                                                                                                  | I'm the Problem      |
| "—" indica una pubblicazione non classificata in quel paese. |                                                                   |             |             |             |             |             |             |             |             |             |             |                                                                                                  |                      |

## Altri brani entrati in classifica
| Anno                                                         | Titolo                            | Classifiche | Classifiche | Classifiche | Classifiche | Classifiche | Classifiche | Classifiche | Classifiche | Classifiche | Certificazioni                                     | Album di provenienza        |
| Anno                                                         | Titolo                            | CAN         | AUS         | IRE         | NLD         | NZL         | SWE         | SWI         | UK          | USA         | Certificazioni                                     | Album di provenienza        |
| ------------------------------------------------------------ | --------------------------------- | ----------- | ----------- | ----------- | ----------- | ----------- | ----------- | ----------- | ----------- | ----------- | -------------------------------------------------- | --------------------------- |
| 2022                                                         | Don't Come Back                   | 52          | —           | 79          | —           | —           | —           | —           | —           | 115         | - CAN: Oro                                         | I Used to Think I Could Fly |
| 2023                                                         | Cut My Hair                       | 69          | —           | —           | —           | —           | —           | —           | —           | 118         |                                                    | Think Later                 |
| 2023                                                         | Run for the Hills                 | 38          | —           | 39          | 81          | —           | 96          | —           | 55          | 69          | - CAN: Oro - NZL: Oro - UK: Argento - USA: Platino | Think Later                 |
| 2023                                                         | Hurt My Feelings                  | 62          | —           | —           | —           | —           | —           | —           | —           | 106         |                                                    | Think Later                 |
| 2023                                                         | Grave                             | 66          | —           | —           | —           | —           | —           | —           | —           | 110         |                                                    | Think Later                 |
| 2023                                                         | Stay Done                         | 95          | —           | —           | —           | —           | —           | —           | —           | —           |                                                    | Think Later                 |
| 2023                                                         | We're Not Alike                   | 92          | —           | —           | —           | —           | —           | —           | —           | —           |                                                    | Think Later                 |
| 2023                                                         | Calgary                           | 83          | —           | —           | —           | —           | —           | —           | —           | —           |                                                    | Think Later                 |
| 2023                                                         | Messier                           | 97          | —           | —           | —           | —           | —           | —           | —           | —           |                                                    | Think Later                 |
| 2025                                                         | Miss Possessive                   | 32          | 34          | 98          | —           | 32          | —           | —           | —           | 54          |                                                    | So Close to What            |
| 2025                                                         | Bloodonmyhands (feat. Flo Milli)  | 43          | 47          | —           | —           | —           | —           | —           | —           | 64          |                                                    | So Close to What            |
| 2025                                                         | Dear God                          | 25          | 26          | 26          | —           | 25          | —           | —           | —           | 44          |                                                    | So Close to What            |
| 2025                                                         | Purple Lace Bra                   | 30          | 33          | —           | —           | 33          | —           | —           | —           | 53          |                                                    | So Close to What            |
| 2025                                                         | Signs                             | 45          | —           | —           | —           | —           | —           | —           | —           | 74          |                                                    | So Close to What            |
| 2025                                                         | I Know Love (feat. The Kid Laroi) | 24          | 17          | 44          | 54          | 24          | 71          | 54          | 25          | 43          |                                                    | So Close to What            |
| 2025                                                         | Like I Do                         | 57          | —           | —           | —           | —           | —           | —           | —           | 90          |                                                    | So Close to What            |
| 2025                                                         | No I'm Not in Love                | 66          | —           | —           | —           | —           | —           | —           | —           | 101         |                                                    | So Close to What            |
| 2025                                                         | Means I Care                      | 61          | —           | —           | —           | —           | —           | —           | —           | 102         |                                                    | So Close to What            |
| 2025                                                         | Greenlight                        | 60          | —           | —           | —           | —           | —           | —           | —           | 99          |                                                    | So Close to What            |
| 2025                                                         | Nostalgia                         | 65          | —           | —           | —           | —           | —           | —           | —           | 103         |                                                    | So Close to What            |
| 2025                                                         | Siren Sounds                      | 57          | —           | —           | —           | —           | —           | —           | —           | 101         |                                                    | So Close to What            |
| "—" indica una pubblicazione non classificata in quel paese. |                                   |             |             |             |             |             |             |             |             |             |                                                    |                             |

## Video musicali
| Anno | Titolo                         | Regista                   |
| ---- | ------------------------------ | ------------------------- |
| 2019 | Tear Myself Apart              | Hayley Young              |
| 2019 | All My Friends Are Fake        | Jasper Soloff             |
| 2020 | Stupid                         | Jasper Soloff             |
| 2020 | That Way                       | Henry Arres               |
| 2020 | You Broke Me First             | Tate McRae                |
| 2020 | Lie to Mie (con Ali Gatie)     | Glenn Michael e Christo   |
| 2020 | Don't Be Sad                   | Eddie Mandel e Tate McRae |
| 2020 | R U OK                         | Jordan Hall               |
| 2021 | Rubberband                     | Black Lake                |
| 2021 | Bad Ones                       | Tate McRae                |
| 2021 | You (con Regard e Troye Sivan) | Courtney Phillips         |
| 2021 | U Love U (con Blackbear)       | Boni Mata                 |
| 2021 | Working (con Khalid)           | Matthew Cohen             |
| 2021 | Feel like Shit                 | Sam Sulam                 |
| 2022 | She's All I Wanna Be           | Michelle Dawley           |
| 2022 | Chaotic                        | Tusk                      |
| 2022 | What Would You Do?             | Tusk                      |
| 2023 | Greedy                         | Aerin Moreno              |
| 2023 | Exes                           | Aerin Moreno              |
| 2024 | Think Later (Short Film)       | Liz Hart                  |
| 2024 | It's OK I'm OK                 | Dave Malave               |
| 2024 | 2 Hands                        | Bradley & Pablo           |
| 2025 | Sports Car                     | Bardia Zeinali            |
| 2025 | Revolving Door                 | Aerin Moreno              |
| 2025 | Just Keep Watching             | Bardia Zeinali            |